# Estefanía de Lampron
Estefanía de Lampron, también llamada Estefanía de Barbaron (en armenio: Ստեփանիա; c.1220-1249) fue una noble armenia de la familia hetumiana que fue reina consorte de Chipre.
Era hija de Constantino, señor de Barbaron y de una hija de Haitón III, príncipe de Lampron.
Se casó en 1237 con Enrique I de Lusignan, rey de Chipre, pero no tuvo hijos.

## Media hermana homónima
A veces se la confunde con su media hermana mayor, nacida entre 1200 y 1205, fallecida después de 1274, hija de Constantino, señor de Barbaron y de una madre desconocida.
Esta última se casó en 1220 con Constantino, señor de Lampron. Tuvieron un hijo:
- Haitón (1220-1250), que se casó con Eschiva de Antioquía, hija de Raimundo Rubén, príncipe de Antioquía y tuvo dos hijas:[2]
  - Keran, casada con León II de Armenia.[3]
  - Alicia, casada con Balián de Ibelín, senescal de Chipre.

La identificación no es posible por razones cronológicas.